# Die Madonna am Portal
Die Madonna am Portal ist ein deutsches Stummfilmmelodram aus dem Jahre 1923 mit Lia Eibenschütz und Fritz Schulz in den Hauptrollen.

## Handlung
Mitteleuropa zur Zeit des Mittelalters. In einer Dombauschule wird der Abschluss eines gotischen Kathedralbaus vorbereitet. Meister Wilhelms gelehrigster Schüler ist der junge Johannes, der des Meisters Tochter Genoveva liebt. Er will unbedingt das Mädchen für sich gewinnen und beteiligt sich daher an einem von Genoveva ausgerufenen Wettbewerb um die Erstellung der noch fehlenden Marienstatue, die am Portal des fast fertigen Sakralbaus angebracht werden soll. Insgeheim hofft Genoveva, die ihren Liebsten anspornen will, dass dieser sich deshalb besonders ins Zeug legt. Während Genoveva vor dem Marienaltar der Kirche einen Schwur ablegt, demjenigen gehören zu wollen der den Wettbewerb gewinnt, gerät Johannes bald in die Fänge der liederlichen Herzogin von Ferrara, die Gefallen an dem jungen Mann findet und ihn als ihr persönliches „Spielzeug“ benutzen möchte. Darob vergisst Johannes seine Genoveva und schafft eine Portal-Madonna, die eindeutig die Züge der moralisch verdorbenen Herzogin trägt. Doch als Johannes erkennt, dass er für diese Frau nur einer von vielen ist und sie sich bereits einen anderen „Toyboy“ zugelegt hat, zerschmettert er enttäuscht seine Madonnenskulptur und kehrt in die alte Heimat zurück.
Bei seiner Heimkunft erfährt Johannes, dass der neue Dom bereits in zwei Tagen eingeweiht werden soll. Verzweifelt sieht er, wie seine Chancen schwinden, Genoveva noch einmal in seinen Armen halten zu können. Wie besessen arbeitet der junge Mann an der Madonna am Portal, die nun unbedingt die reinen Gesichtszüge Genovevas erhalten soll. Vollkommen erschöpft bricht Johannes zusammen, nachdem er erst zur Hälfte fertig geworden ist. Derweil betet Genoveva darum, dass die Heilige Maria ihrem verzweifelten Geliebten helfen möge, die Madonna am Portal doch noch fertig stellen zu können. Maria voll der Gnade hilft: Sie lässt die unfertige Madonnenskulptur entschweben, und als Johannes aus seinem Erschöpfungsschlaf erwacht, ist zu seinem Entsetzen der Torso entschwunden. Schon läuten die Glocken, mit der die Prozession zur feierlichen Einweihung des Domes beginnen soll. Der Nachwuchsbildhauer flieht ins Freie und sieht, wie sein Werk enthüllt wird: Genovevas fester Glaube hat dabei geholfen, dass die Madonna doch noch fertig gestellt wurde und nun in ihrer Pracht das Portal der Kathedrale ziert. Daraufhin fallen sich die beiden Liebenden in die Arme. 

## Produktionsnotizen
Die Madonna am Portal entstand im Frühjahr 1923 im Ifa-Atelier in Schloss Schönholz und passierte die Filmzensur am 2. Juli 1923. Der Sechsakter besaß eine Länge von 1877 Metern und wurde für die Jugend freigegeben. Die Uraufführung erfolgte spätestens im Herbst 1923.
Die Filmbauten gestaltete Heinrich C. Richter. 

## Kritiken
Der Filmbote meinte: „Der Film mutet wie ein Märchen an, und prachtvolle Bilder im Zeitkolorit des Mittelalters unterstützen die mystische Wirkung.“
Die Murtaler Zeitung sah hier „Fünf Akte Künstlerleben, reich an italienischer Schönheit.“